# Han Qingling
Han Qingling (韓慶玲S, Hán QìnglíngP; 16 dicembre 1960) è un'ex cestista cinese.

## Carriera
Con la Cina ha disputato i Giochi olimpici di Seul 1988 e i Campionati del mondo del 1986.